# Will Donkin
William Rupert James Donkin (Oxford, 26 dicembre 2000) è un calciatore taiwanese con cittadinanza britannica, centrocampista del Wuhan San Zhen e della nazionale taiwanese.

## Biografia
Donkin è nato ad Oxford da padre inglese e madre taiwanese. Ha frequentato l'Eton College e ha giocato per l'Association 1st XI all'età di quindici anni. Durante i tempi dell'Eton College, ha rappresentato l'England Independent Schools (ISFA) a livello Under-14, Under-15 e Under-16.

## Carriera

### Club
All'età di nove anni, è entrato a far parte delle giovanili del Barnet. Due anni più tardi, è entrato in quelle del Chelsea. Ha giocato nelle giovanili dei Blues per cinque stagioni, aggiudicandosi anche il Premier League Under-15 International Tournament, segnando nella finale della manifestazione contro il Manchester City, sfida che il Chelsea si è aggiudicato con il punteggio di 2-1.
A marzo 2017 è passato al Crystal Palace, dove è rimasto per due stagioni, entrambe passate nella formazione giovanile.
Il 26 settembre 2019 è stato ingaggiato dai norvegesi dello Stabæk, a cui si sarebbe aggregato dal 1º gennaio 2020.
Il 17 settembre 2020, senza aver disputato alcun incontro in prima squadra con lo Stabæk, è passato ai maltesi del Balzan.

### Nazionale
Ha giocato nella nazionale taiwanese Under-18.
Ha esordito con la nazionale di Taiwan il 14 novembre 2017 in Turkmenistan-Taiwan (2-1).

## Statistiche

### Presenze e reti nei club
Statistiche aggiornate al 25 febbraio 2020.
| Stagione       | Club   | Campionato | Campionato | Campionato | Coppe nazionali | Coppe nazionali | Coppe nazionali | Coppe continentali | Coppe continentali | Coppe continentali | Supercoppe | Supercoppe | Supercoppe | Totale | Totale |
| Stagione       | Club   | Comp       | Pres       | Reti       | Comp            | Pres            | Reti            | Comp               | Pres               | Reti               | Comp       | Pres       | Reti       | Pres   | Reti   |
| -------------- | ------ | ---------- | ---------- | ---------- | --------------- | --------------- | --------------- | ------------------ | ------------------ | ------------------ | ---------- | ---------- | ---------- | ------ | ------ |
| gen.-set. 2020 | Stabæk | ES         | 0          | 0          | -               | -               | -               | -                  | -                  | -                  | -          | -          | -          | 0      | 0      |
| 2020-2021      | Balzan | PL         | 0          | 0          | CM              | 0               | 0               | -                  | -                  | -                  | -          | -          | -          | 0      | 0      |
| Totale         | Totale | Totale     | 0          | 0          |                 | 0               | 0               |                    | -                  | -                  |            | -          | -          | 0      | 0      |

## Palmarès

### Club

#### Competizioni nazionali
- Campionato cinese: 1

Shanghai Haigang: 2024